# Antibelos
Antibelos war ein in der 2. Hälfte des 4. Jahrhunderts v. Chr. lebender persischer Adliger.
Er war einer von drei namentlich bekannten Söhnen des vornehmen Persers Mazaios, der in der Spätzeit des Achämenidenreichs unter den Großkönigen Artaxerxes III. und Dareios III. verschiedene Satrapien verwaltete. Der Althistoriker Ernst Badian vertritt die Ansicht, dass seine Mutter eine Babylonierin gewesen sei. Dies gehe aus der auf Altgriechisch bzw. Latein wiedergegebenen Form seines semitischen Namens bei den Alexanderhistorikern (Antibelos bei Arrian bzw. Brochubelus bei Curtius Rufus) hervor. So bedeute Brochubelus „Gesegnet von Bel“.
Antibelos hatte unter Dareios III. das Amt eines Unterstatthalters eines Teils von Syrien inne, das sich als Ganzes unter der Regierungsgewalt seines Vaters befand. Nach der schweren persischen Niederlage in der Schlacht bei Gaugamela gegen Alexander den Großen (1. Oktober 331 v. Chr.) stand er weiterhin loyal zu Dareios III. Als dieser von Bessos und Nabarzanes gefangengesetzt wurde, gehörte Antibelos zu den persischen Überläufern, die Alexander (der den Perserkönig verfolgte) darüber informierten. Ebenso wie Alexander schon Mazaios bei der Übergabe Babylons freundlich behandelt hatte, dürfte er auch Antibelos nach dessen Eintreffen zuvorkommend empfangen haben. Über das weitere Leben des Antibelos liegt keine Überlieferung vor.